# Multishow Ao Vivo: Ivete no Maracanã
 (septembre 2020).
Albums de Ivete Sangalo
As Super Novas
(2005) A Casa Amarela
(2008)
Singles
1. Berimbau Metalizado
Sortie : 26 octobre 2006
2. Completo
Sortie : 4 janvier 2007
3. Não Precisa Mudar
Sortie : 10 avril 2007
4. Deixo
Sortie : 7 juillet 2007
5. Ilumina
Sortie : 5 octobre 2007
6. Não Quero Dinheiro
Sortie : 10 avril 2008

Multishow Ao Vivo: Ivete no Maracanã est le deuxième album live de la chanteuse pop MPB brésilienne Ivete Sangalo, sorti en mars 2007 sur le label Universal Music Ltda..
Ce concert est enregistré le 16 décembre 2006 au Stade Maracanã à Rio de Janeiro, au Brésil, pour la chaîne de télévision Multishow.
L'album est certifié, au Brésil, triple disque de platine et le DVD disque de diamant.
Il est nommé pour trois Latin Grammy Awards, sans en remporter aucun.

## Liste des titres
| 1.    | Never Gonna Give You Up (abertura instrumental) / Abalou | 5:58 |
| 2.    | Não quero dinheiro (Só quero amar)                       | 2:48 |
| 3.    | Berimbau metalizado                                      | 4:04 |
| 4.    | Corazón partío (feat. Alejandro Sanz)                    | 5:01 |
| 5.    | Ilumina                                                  | 4:20 |
| 6.    | Não me conte seus problemas                              | 5:05 |
| 7.    | Não precisa mudar (feat. Saulo Fernandes)                | 3:51 |
| 8.    | A galera                                                 | 3:41 |
| 9.    | Dengo de amor                                            | 3:39 |
| 10.   | Chorando se foi / Preta                                  | 4:25 |
| 11.   | Bota pra ferver (feat. Durval Lelys)                     | 3:58 |
| 12.   | Quando a chuva passar                                    | 4:48 |
| 13.   | Deixo                                                    | 5:54 |
| 14.   | Não vou ficar (feat. Samuel Rosa)                        | 3:54 |
| 15.   | Nosso sonho / Conquista / Poder (feat. Buchecha)         | 7:38 |
| 16.   | País tropical / Arerê / Taj Mahal                        | 5:11 |
| 17.   | Completo (Titre bonus)                                   | 3:53 |
| 78:08 |                                                          |      |

## Certifications
| Pays          | Format | Certification | Ventes   |
| ------------- | ------ | ------------- | -------- |
| Brésil - ABPD | CD     | 3 × Platine   | 850 000+ |
| Brésil - ABPD | DVD    | Diamant       | 800 000+ |